# Einen
Einen ist ein Ortsteil von Warendorf mit 1137 Einwohnern.

## Geografie

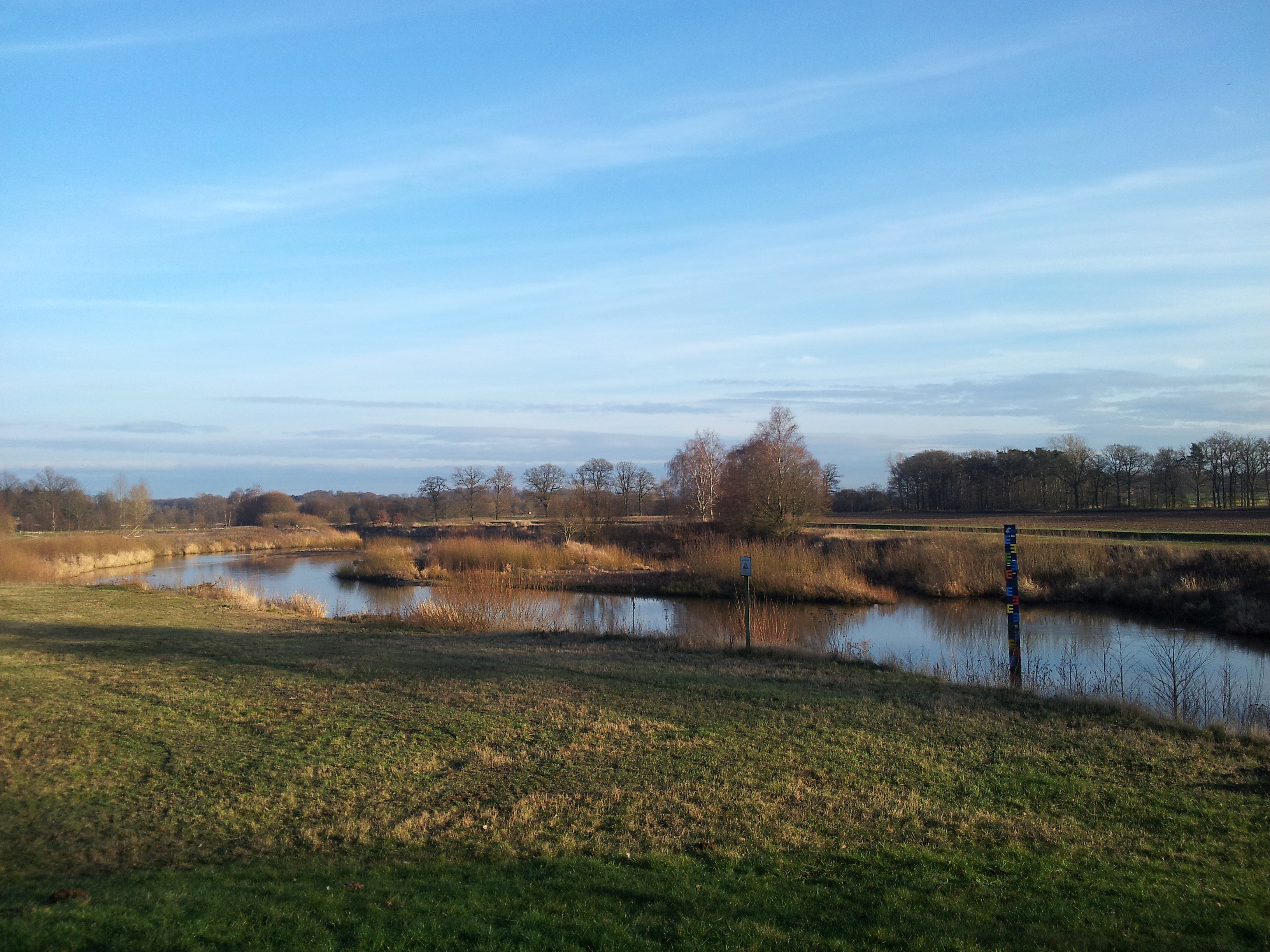
Blick auf die Emsrenaturierung bei Einen-Müssingen

Einen ist ein Dorf nordwestlich von Warendorf und wird von der Ems durchflossen.

## Geschichte
Die Gründung des Ortes ist als Pfrund des Stiftes Metelen zurückzuführen. Auf einer kleinen Anhöhe wurde die Pfarrkirche St. Bartholomäus im 11./12. Jahrhundert gebaut. Die erste Erwähnung der Gemeinde in einer Urkunde des Bischofs Otto I. von Münster stammt aus dem Jahr 1216.
Am 1. Januar 1975 wurde die Gemeinde Einen in die Kreisstadt Warendorf eingegliedert und bildet seither gemeinsam mit dem Nachbarort deren Ortsteil Einen/Müssingen.
Im Rahmen des Wettbewerbes Unser Dorf soll schöner werden erhielt Einen folgende Auszeichnungen:
- Golddorf im Kreis Warendorf 1986, 1988, 1990, 1992
- Silberdorf in Nordrhein-Westfalen 1989, 1991
- Umweltsonderpreis der NRW-Stiftung 1991
- Golddorf in Nordrhein-Westfalen 1993
- Bundesgolddorf 1993

Beim Nachfolgewettbewerb Unser Dorf hat Zukunft wurden Einen die folgenden Auszeichnungen des Kreises Warendorf verliehen:
- 2011: Auszeichnung für das Engagement der Dorfgemeinschaft bei der Renaturierung der Ems
- 2014: Auszeichnung für vorbildliche Kooperation von Kindergarten und Grundschule

## Kultur und Sehenswürdigkeiten

### Bauwerke

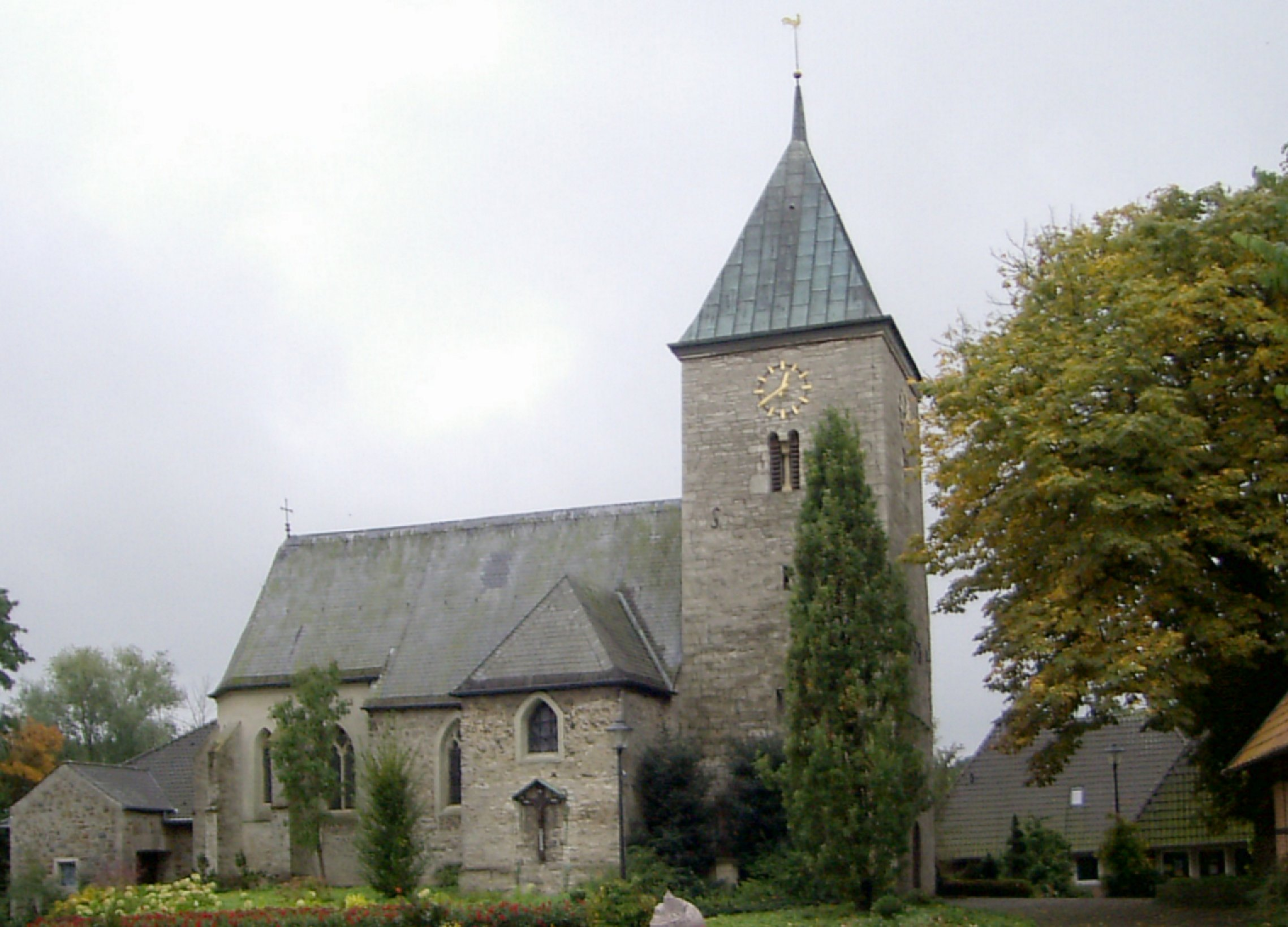
St. Bartholomäus

- Die Kirche St. Bartholomäus trägt den Namen des sechsten Apostels, Bartholomäus. Sie stammt aus dem 11. bis 12. Jahrhundert und gehört zu den ältesten Kirchen im Münsterland, die noch auf ihren alten Grundmauern stehen. Sie wurde ursprünglich im romanischen Stil erbaut. Durch einen Umbau im 15. Jahrhundert wurde das einschiffige Kirchengebäude mit einem quer zur Achse liegenden Kreuzgewölbe erweitert. Aus dieser Zeit stammt auch der Hochaltar aus Baumberger Kalkstein.

1739 wurde die Kirche renoviert, worauf eine Jahreszahl am Kirchturm hinweist. Im Jahre 1855 bekam die Kirche die erste Orgel von der Firma Pohlmann aus Warendorf.
1939 wurde die Kirche umfangreich nach den Plänen des Warendorfer Künstlers Josef Brandkamp erneuert. Der Hochaltar wurde versetzt und es wurde ein Kreuzweg, das Erstlingswerk des Künstlers Johannes Wehrenberg aus Münster, erworben. Dabei wurde auch eine Warmluftheizung in die Kirche eingebaut. Die Weihe des Altars und der renovierten Kirche erfolgte am 15. Oktober 1939.
1952 wurde die alte Orgel, die durch den Umbau der Kirche schwer beschädigt worden war, ersetzt. Am 19. November 1952 fand die Weihe der neuen Orgel der Firma Klingenhegel aus Münster statt. Da diese Orgel aber aus schlechtem Material hergestellt worden war und sie erheblichen Temperaturschwankungen ausgesetzt war, musste sie 1979 durch eine elektronische Behelfsorgel ersetzt werden.
1978 begannen Planungen für einen Neubau beziehungsweise Anbau, da die alte Kirche zu klein geworden war. Mit dem Bau wurde am 4. Juni 1981 begonnen. Die Kirche steht auf 90 Betonpfählen und hat nun rund 320 Sitzplätze und wurde direkt an die alte Kirche angebaut. Am 11. Dezember 1983 wurde sie durch den Bischof von Münster, Reinhard Lettmann, eingeweiht. Im Altar liegen Reliquien (Knochenreste) der Heiligen Ida von Herzfeld.

### Sport
- Angelsportverein Einen e. V. 1968
- Langbogenschützen Anion
- Schützengilde Ems Einen e. V.

### Vereine
- Freiwillige Feuerwehr Warendorf, Löschzug Einen
- CDU Ortsunion Einen-Müssingen
- Landfrauen Einen-Müssingen-Velsen
- Miteinander! Arbeitskreis Flüchtlingshilfe
- Heimatverein Einen-Müssingen
- Dorfmarketing Einen-Müssingen e. V.
- Freundeskreis der Mission e. V.

### Regelmäßige Veranstaltungen
In Einen finden regelmäßig ein Schützenfest, das Pfarrfest der Gemeinde, ein Feuerwehrfest, das „Sattelfest“ und ein Volkslauf statt.

## Wirtschaft und Infrastruktur
An der Bahnstrecke Münster–Rheda-Wiedenbrück befindet sich seit Dezember 2016 der Haltepunkt Warendorf-Einen-Müssingen. Hier hält die Linie RB 67; die Station Raestrup-Everswinkel wurde gleichzeitig geschlossen.
| Linie | Verlauf | Takt   |
| ----- | --- | ------ |
| RB 67 | Warendorfer Bahn: Münster (Westf) Hbf – Telgte – Warendorf-Einen-Müssingen – Warendorf – Beelen – Clarholz – Herzebrock – Rheda-Wiedenbrück – Gütersloh Hbf – Isselhorst-Avenwedde (einzelne Züge morgens an Werktagen) – Bielefeld-Brackwede – Bielefeld Hbf Stand: Fahrplanwechsel Dezember 2021 | 60 min |

## Persönlichkeiten
- Heinrich Stockmann (1859–1906), Bildhauer
- Alois Schröer (1907–2002), katholischer Priester, Ehrendomkapitular in Münster und Forscher der westfälischen Kirchengeschichte
- Guido Maria Kretschmer (* 1965), Modedesigner, der in Einen aufgewachsen ist